# Laurens De Plus
Laurens De Plus (Aalst, 4 settembre 1995) è un ciclista su strada belga che corre per il team Ineos Grenadiers. Professionista dal 2016, ha caratteristiche di passista-scalatore. Con la squadra Quick-Step Floors si è imposto nella cronosquadre mondiale di Innsbruck 2018.

## Palmarès
- 2015 (dilettanti)

Gent-Staden
1ª tappa Giro della Valle d'Aosta (Morillon > Morillon)
- 2019 (Team Jumbo-Visma, una vittoria)

Classifica generale BinckBank Tour

### Altri successi
- 2015 (dilettanti)

Classifica a punti Ronde de l'Isard
Classifica giovani Ronde de l'Isard
Classifica a punti Giro della Valle d'Aosta
- 2019 (Team Jumbo-Visma)

2ª tappa Tour de France (Bruxelles, cronosquadre)

## Piazzamenti

### Grandi Giri
- Giro d'Italia

2017: 24º
2019: ritirato (7ª tappa)
2023: 10º
- Tour de France

2019: 23º
2024: 15º
- Vuelta a España

2018: ritirato (19ª tappa)
2023: ritirato (1ª tappa)
2024: non partito (10ª tappa)

### Classiche monumento
- Giro delle Fiandre

2024: 71°
- Liegi-Bastogne-Liegi

2016: 61º
2017: 92º
2019: 17º
2020: ritirato
2022: 100º
2023: 17º
2024: 31º
2025: 81º
- Giro di Lombardia

2016: non partito
2017: ritirato
2018: ritirato
2022: ritirato

### Competizioni mondiali
- Campionati del mondo su strada

Toscana 2013 - In linea Juniores: 35º
Richmond 2015 - In linea Under-23: 37º
Bergen 2017 - Cronometro Elite: 22º
Innsbruck 2018 - Cronosquadre: vincitore
Innsbruck 2018 - Cronometro Elite: 50º
Innsbruck 2018 - In linea Elite: ritirato
Zurigo 2024 - In linea Elite: ritirato
- Giochi olimpici

Rio de Janeiro 2016 - In linea: ritirato

### Competizioni europee
- Campionati europei

Tartu 2015 - In linea Under-23: 46°